# جامعة كالفن
جامعة كالفن [[إنج|Calvin Uinversity]]   هي جامعة خاصة للفنون الليبرالية المسيحية، تقع في غراند رابيدز، ميشيغان. تأسست عام 1876م، وهي مؤسسة تعليمية للكنيسة المسيحية الإصلاحية، وتتبع التقليد الإصلاحي البروتستانتي. كانت هذه الجامعة تُعرف باسم كلية كالفن في بداية نشأتها، نسبة ا نسبة لجان كالفن، المصلح البروتستانتي في القرن السادس عشر.

## أكاديميات

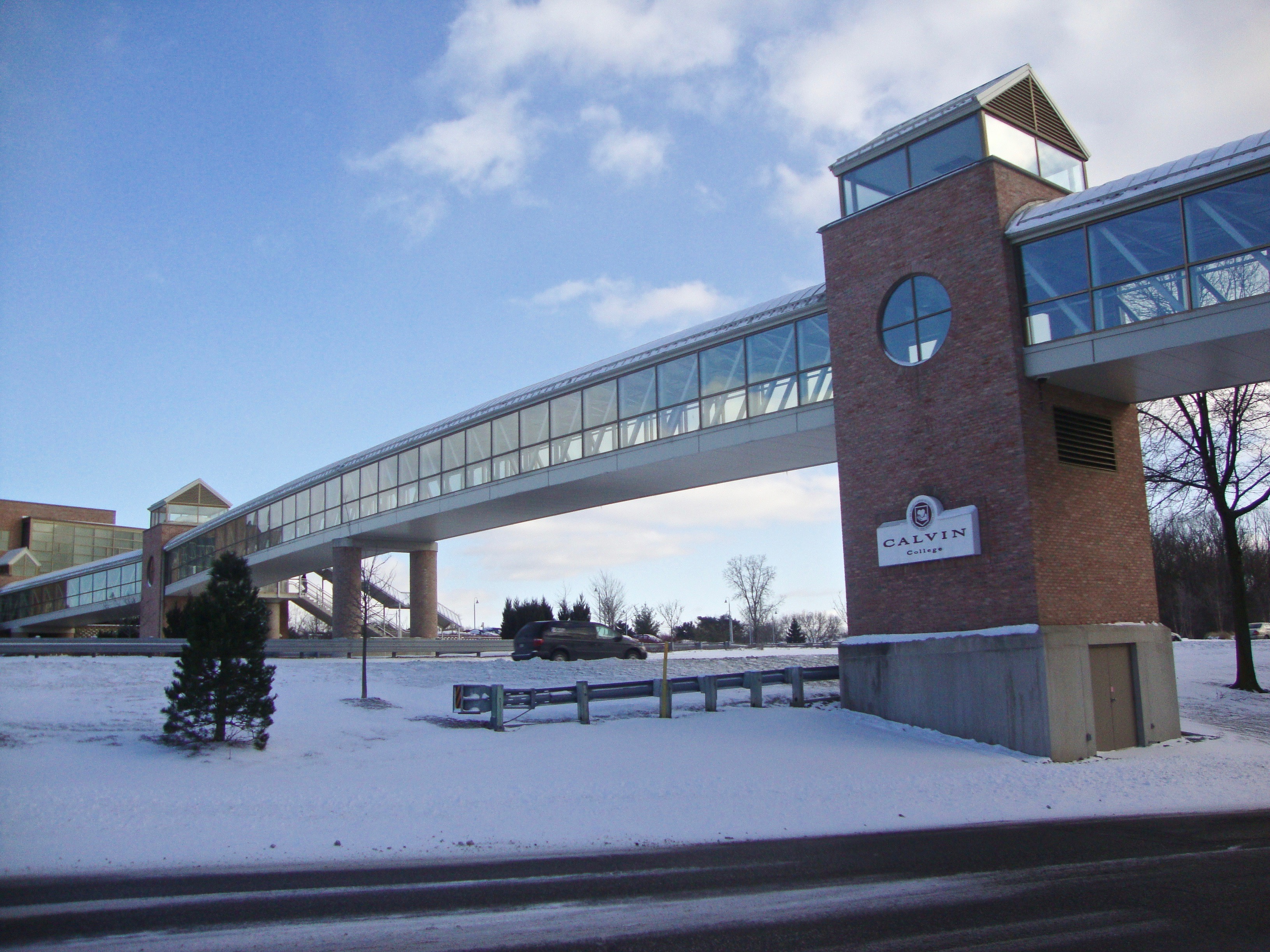
معبر كالفن، تم تصويره في شتاء عام 2012.

جامعة كالفن معتمدة من قبل لجنة التعليم العالي التابعة لرابطة الشمال المركزية للكليات والمدارس الثانوية.  تقدم التخصصات رئيسة وثانوية في 109 مجالًا أكاديميًا.  التخصصات الأكثر شهرة هي الهندسة، والأعمال التجارية، والتمريض.  وهي عضو في مجلس الكليات والجامعات المسيحية  كما أنها تمثل دورا في كونها مؤسسة في التقليد الإصلاحي للمسيحية، وتشترك في لاهوت قوي ينتج احتراما كبيرا للمشاركة في وتشكيل الثقافة. 

### المناهج الأساسية
نظرًا لأنها تحوي كلية للفنون الحرة، فقد أنشأت منهجًا أساسيًا يتكون من ثلاثة أجزاء: البوابة والكفاءات والدراسات وكابستون. يستغرق الطالب العادي 45 ساعة من المقررات الأساسية ودراسة لمدة أربع سنوات في كالفين.
عندما يدرس الطلاب في جامعة كالفن، يبدأ الطلاب دراستهم بعقد حلقة دراسية بعنوان (البوابة الأساسية) للعام الأول، والتي تُعرِّف الطلاب بقضايا التعلم والهوية والدعوة والتمييز والوعي من خلال المناقشات والعروض التقديمية. يأخذ الطلاب أيضًا مقررا في تطوير العقل المسيحي، وهو مقرر يقدم (للطلاب في التخصصات الأكاديمية المختلفة) فكرة النظرة المسيحية للعالم والمشاركة القائمة على الدين مع الثقافة.
يطلب من طلاب كالفن أخذ عدد من الفصول الأساسية التي تركز على الكفاءات الأساسية والدراسات الأساسية. الكفاءات الأساسية، مثل: الخطابة المكتوبة، واللغة العالمية، وتكنولوجيا المعلومات، وتطوير المهارات الأساسية للنجاح في العالمين الأكاديمي والمهني. تقدم دورات الدراسات الأساسية للطلاب مجموعة متنوعة من التخصصات، مما يوفر لهم فهماً أكبر للعالم وتكاملا في الأفكار الأساسية للتعليم المتقن للفنون الحرة. عادةً ما يتداخل عدد من الدورات الأساسية مع المتطلبات الرئيسية والثانوية.
تجمع دورة كابستون -التي تؤخذ عادةً خلال السنة العليا- الموضوعات والمفاهيم من المنهج الأساسي. صممت بعض دوراتها للطلاب في تخصصات محددة، في حين أن البعض الآخر قد لا يكون مرتبطًا بتخصص أساسي أو ثانوي، مثل مقرر فلسفة الأخلاق 205، والذي يمكن أن يكون مؤهلاً لدورة كابستون للطلاب من أي تخصص، بما في ذلك التخصصات غير الفلسفية. 

### برامج خارج الحرم الجامعي
تقدم كالفن عددًا كبيرًا من البرامج خارج الحرم الجامعي، وتحتل المرتبة الثانية من بين مؤسسات البكالوريا بالنسبة لعدد الطلاب الذين يدرسون في الخارج كل عام. 

#### برامج الفصل الدراسي
تدير جامعة كالفن 11 برنامجا للفصل الدراسي الخاص بها خارج الحرم الجامعي. يقود هذه البرامج أعضاء الجامعة لضمان حصول الطلاب على نفس المستوى من التعليم الذي سيحصلون عليه داخل الحرم الجامعي. تقدم هذه البرامج حاليًا في المملكة المتحدة والصين وفرنسا وألمانيا وغانا وهندوراس والمجر وبيرو وإسبانيا وواشنطن العاصمة. 
بالإضافة إلى ذلك، تعمل الجامعة مع العديد من الكليات الأخرى لتقديم العشرات من البرامج خارج الحرم الجامعي في جميع أنحاء العالم. 

#### خارج الحرم الجامعي المؤقت
كما تقدم كالفن مجموعة متنوعة من البرامج خارج الحرم الجامعي خلال فترة شهرية مؤقتة تبدأ كل شهر يناير. ففي يناير 2017م مثلا، قدمت 33 برنامجًا مختلفًا خارج الحرم الجامعي حول العالم (يتغير هذا الرقم قليلاً كل عام). 

## روابط خارجية
- الموقع الرسمي